# معركة مشغرة
معركة مشغرة وقعت في 15 ديسمبر 1217، كجزء من الحملة الصليبية الخامسة. وفي هذه المعركة، تعرض جيش بقيادة أحد النبلاء المجريين لكمين وهُزم في مشغرة.

## الخلفية
بعد فترة وجيزة من فشل حصار جبل طابور، قررت مجموعة من الصليبيين المغامرين، ومعظمهم من المجريين، شن غارة على قلعة الشقيف. قاد الزعيم المجري، وهو نبيل ثري معين يُدعى دينيس، قوة من 500 فارس. تزعم المصادر العربية أنهم كانوا بقيادة ابن شقيق الملك المجري، أندراس الثاني.

## المعركة
حاول باليان صيدا تحذير المجريين من الصعوبات في المنطقة الجبلية، التي يسكنها الذين ضايقوا أراضي الصليبيين في صيدا. انطلق المجريون ووصلوا إلى مشغرة، الواقعة بين الجبال، والتي يقع مقرها تقريبًا في منتصف الطريق بين صيدا ودمشق. علم السكان بالغارة القادمة وأخلوا البلدة. استراح المجريون هناك لمدة ثلاثة أيام. في 15 ديسمبر، هاجم المسلمون المجريين، الذين فوجئوا، فقتلوا وأسروا عددًا كبيرًا من الرجال والخيول. ووقع زعيمهم دينيس أسيرًا.
تراجع أولئك الذين نجوا من المذبحة نحو صيدا. أثناء المعركة، أسر المجريون سجينًا مسلمًا يُدعى الجاموس، وأرشدهم إلى طريق آمن مقابل حريته، فوافقوا على ذلك. ومع ذلك، دخل الصليبيون وادٍ عميق، حيث طاردهم المسلمون وذبحوهم. أعدم المجريون السجين المسلم لخيانته. نجا عدد قليل من الصليبيين من المذبحة. وفقًا لأبو شامة، نجا 3 فقط من أصل 500 صليبي ووصلوا إلى صيدا. ثم تم نقل الأسرى إلى دمشق.
كانت المعركة بمثابة نهاية الحملة الصليبية المجرية. بدأ الملك أندراس الثاني الاستعدادات للعودة إلى الوطن.